# Скаттерометр

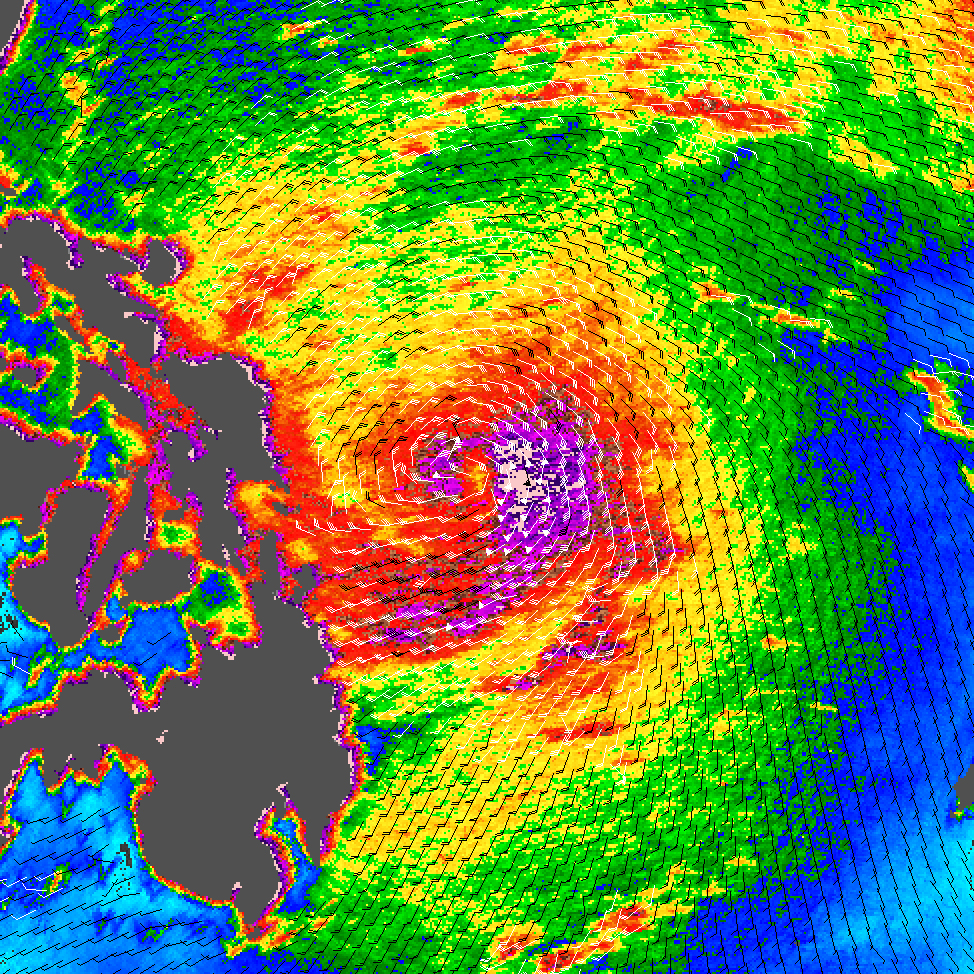
Визуализация данных, полученных скаттерометром SeaWinds, находящемся на борту КА QuikSCAT

Скаттерометр — микроволновой радар, устройство измерения удельной эффективной площади рассеяния (УЭПР). Измерения УЭПР позволяют восстанавливать параметры приводного ветра.
Первый скаттерометр был установлен на борту американского спутника  SeaSat в 1978 году, он впервые показал возможность точного измерения скорости ветра из космоса.
Скаттерометр SeaWinds установлен на борту спутника НАСА QuickScat, выведенного на орбиту в 1999 году.

## Принцип работы
Посылая микроволновые импульсы, скаттерометр принимает отражённые от морской поверхности сигналы и по их интенсивности определяет степень волнения (сильно возмущенная ветром морская поверхность сильнее рассеивает излученный прибором импульс).
Направление ветра определяет параболическая отражающая антенна скаттерометра, вращающаяся с точно выверенной скоростью и испускающая два отдельных луча непрерывного потока импульсов примерно на расстоянии 6 градусов.
При движении спутника по орбите данные для каждой выбранной «ячейки» морской поверхности (у SeaWinds — 25 км) многократно анализируются, что позволяет определить направление и скорость ветра для каждой ячейки.